# Anisoperas dolens
Anisoperas dolens är en fjärilsart som beskrevs av Druce 1898. Anisoperas dolens ingår i släktet Anisoperas och familjen mätare. Inga underarter finns listade i Catalogue of Life.